# Heksanitrodifenilamin
Heksanitrodifenilamin (skraćeno HND), je eksplozivno hemijsko ali i organsko jedinjenje koje sadrži 12 atoma ugljenika, sa formulom C12H5N7O12, i ima molekulsku masu od 439,208 . Japanci su tokom Drugog svetskog rata intenzivno koristili HND, ali je prekinut zbog svoje toksičnosti.

## Proizvodnja
Dinitrodifenilamin se tretira sa 98% azotnom kiselinom. Početni materijal, dinitrodifenilamin, dobija se reakcijom anilina, dinitrohlorobenzena i sode pepela.

## Upotreba
HND je eksploziv klase za pojačavanje drugih manje brizantnih eksploziva, koji su Nemci koristili u Drugom svetskom ratu kao komponentu heksanita (60% TNT - 40% HND) i Japanci kao komponentu Konga (Tip 98 H2) (60% trinitroanizola - 40% HND) za upotrebu u bombama, morskim minama i dubinskim bombama; Seigate (Tip 97 H) (60% TNT - 40% HND) za upotrebu u bojevim glavama torpeda i dubinskim bombama; i takođe u Otsu-B (60% TNT, 24% HND i 16% aluminijumski prah) za upotrebu u bojevim glavama torpeda.
Njegovu amonijumovu so, takođe poznatu kao Aurantia ili Imperial Iellov, otkrio je Emil Kopp 1873. godine i koristio je kao žutu boju za kožu, vunu i svilu u 19. i ranom 20. veku.

## Osobine
| Osobina                  | Vrednost |
| ------------------------ | -------- |
| Broj akceptora vodonika  | 13       |
| Broj donora vodonika     | 1        |
| Broj rotacionih veza     | 8        |
| Particioni koeficijent ( | 2,7      |
| Rastvorljivost (logS, log(mol/L))       | -8,8     |
| Polarna površina (PSA, Å2)  | 286,9    |

## Bezbednost i toksičnost
Najtoksičniji i najotrovniji eksploziv, napada kožu, izazivajući plikove koji podsećaju na opekotine. Prašina iz HND-a je štetna za sluzokožu usta, nosa i pluća. Za nekoliko nitroaromatičnih eksploziva, uključujući HND, utvrđeno je da su mutageni.

## Incidenti
Izgradnja Bundesautobana 49 u Nemačkoj je 12. maja 2022. zaustavljena, nakon što su u iskopanom materijalu pronađeni tragovi eksploziva. Put prolazi preko bivše fabrike eksploziva u blizini Stadtallendorfa. Fabrika je srušena posle Drugog svetskog rata i nije se očekivalo da su u zemlji ostali tragovi eksploziva.

## Literatura
- Clayden, Jonathan; Greeves, Nick; Warren, Stuart; Wothers, Peter (2001). Organic Chemistry (I изд.). Oxford University Press. ISBN 978-0-19-850346-0.
- Smith, Michael B.; March, Jerry (2007). Advanced Organic Chemistry: Reactions, Mechanisms, and Structure (6th изд.). New York: Wiley-Interscience. ISBN 0-471-72091-7.
- Katritzky A.R.; Pozharskii A.F. (2000). Handbook of Heterocyclic Chemistry (Second изд.). Academic Press. ISBN 0080429882.

## Dodatna literatura
- TM 9-1985-4 Japanese Explosive Ordnance (Bombs, Bomb fuzes, Land mines, Grenades, Firing Devices and Sabotage Devices). Departments of the Army and Air Force. март 1953.
- TM 9-1985-5 Japanese Explosive Ordnance (Army Ammunition, Navy Ammunition). Departments of the Army and Air Force. март 1953.
- Japanese Explosives (USNTMJ-200E-0551-0578 Report 0-25) (Извештај). U.S. Naval Technical Mission to Japan. децембар 1945.